# دانش بایگانی
دانش آرشیو (انگلیسی: Archival science) مطالعات آرشیو یا علم آرشیو، به مطالعه، طبقه‌بندی، ساخت و نگهداری آرشیوها اطلاق می‌گردد، که مجموعه ای از اطلاعات، داده‌ها و تجهیزات ذخیره‌سازی داده را در بر می‌گیرد. برای ساخت و مرتب‌سازی یک آرشیو، باید مواد ثبت و ضبط شده را از آرشیو استخراج نمود و بگونه ای ارزیابی و طبقه‌بندی نمود، که امکان دسترسی این اطلاعات در هر لحظه امکانپذیر باشد. از این رو، آرشیو را علوم تلاش برای بهبود روش‌های ارزیابی، ذخیره‌سازی، نگهداری و فهرست‌بندی اطلاعات ضبط شده تعریف می‌نمایند.